# Christian Heinrich Haase
Christian Heinrich Haase (auch Christian Heinrich Hase; geboren 18. Jahrhundert; gestorben 17. Februar 1818) war ein hannoverscher Münzmeister.

## Leben und Werk
Haase war zunächst als Graveur an der Münze in Hannover tätig und erhielt 1800 die Aufsicht über die Münze. 1803 wurde er zum Münzmeister ernannt, 1817 zum Münzdirektor. 
Als Münzzeichen zeichnete Hase die unter ihm geprägten Münzen mit seinem Monogramm aus den drei Buchstaben CHH.
Haases Nachfolger wurde Ludewig August Brüel. 